# Дубов Еміль Юхимович
Еміль Юхимович Дубов (20 липня 1921, Гомель, БСРР — 12 квітня 1992, Москва) — радянський астрофізик. Доктор фізико-математичних наук (1968).

## Біографія
Народився 20 липня 1921 р. у м. Гомель Гомельської губернії РСФРР. Батько – службовець, мати – лікар. У 1928 р. сім'я переїхала до Узбекистану. У 1938 р. він закінчив школу №2 у м. Ташкент.
У 1938-1939 рр. навчався у Московському державному педагогічному інститут імені В. І. Леніна (з 1990 р. Московський педагогічний державний університет), далі перевівся на фізичний факультет Московського державного університету. Навчання було переване війною.
1939 року був призваний до лав Робітничо-селянської червоної армії. Протягом 1940-1941 рр. був курсантом Червонопрапорного військово-авіаційного училища зв'язку. У роки Німецько-радянської війни був радіомеханіком штурмових авіаполків. Має медалі «За перемогу над Німеччиною у Великій Вітчизняній війні 1941-1945» та «За визволення Праги».
У 1945-1950 рр продовжив навчання у Московському університеті за спеціальністю "астрофізика". З того часу — в системі АН СРСР: старший науковий співробітник Кримської астрофізичної обсерваторії.
В 1957 захистив дисертацію на ступінь кандидата фізико-математичних наук на тему «Особливості внутрішніх рухів і світіння спокійних протуберанців». В 1968 став доктором фізико-математичних наук, захистивши дисертацію на тему «Структура хромосфери і деякі питання прояви сонячної активності в хромосфері». У 1976-1988 — старший науковий співробітник, керівник групи сонячної активності Світового центру даних Міжвідомчого геофізичного комітету (нині Світовий центр даних із сонячно-земної фізики Геофізичного центру РАН).

## Досягнення
Ним були розроблені нові інструменти та методики дослідження Сонця. Визначив характер турбулентності у сонячних протуберанцях та баланс енергії у хромосфері. Займався створенням інформаційного банку даних щодо сонячної активності для міжнародного обміну даними про вплив сонячної активності на Землю. Ним виконано дослідження гідродинамічних процесів, зокрема структури газового потоку за фронтом ударних хвиль, проведено серію лабораторних експериментів на ударній трубі. Теоретичні роботи присвячені проблемам балансу енергії в хромосфері, механізмам нагріву, питанням утворення хромосферних спалахів, турбулентності у сонячних протуберанцях.
У період Міжнародного геофізичного року Е.Є. Дубов займається усією координацією спостережень хромосферних спалахів в обсерваторії країни. У Геофізичному знав над проблемами впливу сонячної активності на Землю, над створенням інформаційного комітету даних щодо сонячної активності для міжнародного обміну даними.
Ним опубліковано близько 100 наукових праць, кілька оглядів та популярних статей.
Еміль Дубов є редактором перекладів книги «Фізика сонячної хромосфери», збірника праці IV симпозіуму з космічної газодинаміки.

## Наукові роботи
- Автоматический гид коронографа КрАО АН СССР // Известия Крымской астрофизической обсерватории. 1955. Т. 13
- К вопросу о балансе энергии в хромосфере // Астрономический журнал. 1961. Т. 38, № 2
- О механизме свечения хромосферных вспышек // Доклады АН СССР. 1963. Т. 150, № 6
- Структура нижней хромосферы // Астрономический журнал. 1967. Т. 44, № 2
- A model of the chromosphere and transition zone. Radio and UV emission of these layers // Solar Physics. 1971. Vol. 18.
- Колебания и волны в атмосфере Солнца // Итоги науки и техники /ВИНИТИ. Астрономія.— 1978.—14.—С. 148—266.